# 앨리산 포터
앨리산 포터(Alisan Porter, 1981년 2월 1일 ~ )는 미국의 가수, 배우, 댄서이다. 음악 경연 프로그램 《더 보이스》 시즌 10 우승자이다.

## 음반 목록

### 정규 앨범
- Alisan Porter (2009)
- Who We Are (2014)

### EP
- I Come in Pieces (2017)